# 八面威風
《八面威風》（英語：Eight Men Out）是一部1988年的運動電影，由約翰·塞爾斯執導和編劇，改編自埃利奧特·阿西諾夫的1963年書籍《Eight Men Out: The Black Sox and the 1919 World Series》。本片是戲劇化了美國職業棒球大聯盟的黑襪醜聞，該醜聞內的八名芝加哥白襪成員與賭徒密謀故意輸掉1919年世界大賽。本片大部份是在印第安納州印第安納波利斯的舊布希體育場拍攝。

## 演員
- 尊·古錫 飾 巴克·威佛（英语：Buck Weaver）
- 克利夫頓·詹姆斯（英语：Clifton James） 飾 查爾斯·科米斯奇（英语：Charles Comiskey）
- 麥可·魯克 飾 阿諾·羅斯汀
- 克里斯多福·洛伊德 飾 比爾·伯恩斯（英语：Bill Burns (baseball)）
- 約翰·馬奧尼 飾 基德·格里森（英语：Kid Gleason）
- 查理·辛 飾 哈皮·費爾許（英语：Happy Felsch）
- 大衛·史崔森 飾 艾迪·席考特
- D·B·史威尼（英语：D. B. Sweeney） 飾 無鞋喬·傑克森

## 外部連結
- 美国电影学会目录上的《Eight Men Out》（英文）
- 互联网电影数据库（IMDb）上《Eight Men Out》的资料（英文）
- AllMovie上《Eight Men Out》的资料（英文）
- 爛番茄上《Eight Men Out》的資料（英文）
- Box Office Mojo上《Eight Men Out》的資料（英文）
- Eight Men Out （页面存档备份，存于） original trailer at Dailymotion